# 阿淑尔·那丁·舒米
阿淑尔·那丁·舒米（公元前699年——公元前694年在位）（英語：Ashur-nadin-shumi）巴比伦的国王之一。亚述君主西拿基立的儿子，他在父亲的支持下承袭贝尔·伊博尼之位。即位数年即为埃兰人所谋杀。由内尔伽尔·乌塞吉布继任君位。